# Тіка де Йонге
Ті́ка де Йо́нге (нід. Tika de Jonge; нар. 11 березня 2003, Зірікзее) — нідерландський футболіст, півзахисник клубу «Гронінген».

## Клубна кар'єра
Займався футболом в юнацьких командах «МЦК», 2011 року приєднався до системи «Феєнорда», потім займався в «ЮВОЗ»; а 2015 року перейшов до академії НАК Бреда у віці 12 років. У липні 2020 року приєднався до футбольної академії клубу «Гронінген», підписавши трирічний контракт.
24 травня 2023 року продовжив контракт з клубом до 2024 року з опцією продовження ще на один рік. В липні 2023 року переведений до першої команди «Гронінгена». 20 жовтня 2023 року дебютував в основному складі «Гронінгена» в матчі Еерстедивізі проти клубу «Де Графсхап», вийшовши на заміну Джоуї Пелюпессі. Всього в своєму дебютному сезоні провів 11 поєдинків за «Гронінген», допомігши команді посісти 2-е місце в Еерстедивізі і здобути підвищення в класі.
9 серпня 2024 року в поєдинку проти клубу НАК Бреда дебютував в Ередивізі, вийшовши в стартовому складі. 15 лютого 2025 року в матчі Ередивізі проти «Віллем II» забив свій перший гол у професіональній кар'єрі.

## Кар'єра в збірній
Виступав за збірну Нідерландів до 16 років.

## Статистика виступів
Станом на 10 серпня 2025
| Клуб              | Сезон             | Чемпіонат         | Чемпіонат | Чемпіонат | Кубок | Кубок | Єврокубки | Єврокубки | Інші  | Інші | Всього | Всього |
| Клуб              | Сезон             | Дивізіон          | Матчі     | Голи      | Матчі | Голи  | Матчі     | Голи      | Матчі | Голи | Матчі  | Голи   |
| ----------------- | ----------------- | ----------------- | --------- | --------- | ----- | ----- | --------- | --------- | ----- | ---- | ------ | ------ |
| Гронінген         | 2023–24           | Еерстедивізі      | 9         | 0         | 2     | 0     | —         | —         | —     | —    | 11     | 0      |
| Гронінген         | 2024–25           | Ередивізі         | 21        | 1         | 0     | 0     | —         | —         | —     | —    | 21     | 1      |
| Гронінген         | 2025–26           | Ередивізі         | 1         | 0         | 0     | 0     | —         | —         | 0     | 0    | 1      | 0      |
| Всього за кар'єру | Всього за кар'єру | Всього за кар'єру | 31        | 1         | 2     | 0     | 0         | 0         | 0     | 0    | 33     | 1      |